# 契情買虎之巻
『契情買虎之巻』（けいせい かいとら の まき）は、江戸時代後期の安永7年（1778年）に田螺金魚（たにし きんぎょ）によって著された洒落本である。
盲目の高利貸しである鳥山検校（とりやま けんぎょう）による遊女・瀬川（せがわ）の身請け事件を題材に、当時の吉原遊郭を舞台とした悲恋を描いた作品である。。

## 概要
本作は、遊里文学の一翼を担った洒落本の枠組みに属するが、伝奇的要素と深い人情描写を融合させた点で、後の人情本や読本につながる先駆的作品と評価される。実在の遊女・瀬川と検校との身請け騒動が素材になっており、当時の読者の好奇心を引きつけながらも、恋愛の悲劇を中心に据えた構成が特徴である。

## あらすじ
瀬川は吉原・松葉屋の花魁で、その美貌と人柄で広く名を馳せていた。ある日、瀬川は客の五郷（）と出会い、かつての亡夫に瓜二つの彼に強く惹かれていく。二人は密かに将来を誓い合うが、巨額の財力を誇る鳥山検校が瀬川を高額な身請金で強引に落籍してしまう。瀬川と五郷の恋は無残に引き裂かれ、瀬川は検校の屋敷に移るも、やがて悲嘆の果てに命を落とす。十返舎一九らによる後日談作品でも瀬川の最期が描かれている。物語は瀬川の死によって幕を閉じ、残された五郷と幼子の行く末を読者の想像に委ねている。

## 作品の特徴

### 洒落本から人情噺への転換
もともと洒落本は粋や諧謔を描くことが多かったが、本作は悲恋と人情を前面に押し出し、読者の涙を誘う展開になっている。そのため従来の洒落本とは一線を画す内容となり、後の人情本成立に先鞭をつけたとされる。

### 伝奇的脚色と実録性
瀬川の亡夫に瓜二つの五郷、瀬川が死の直前に出産するなど、伝奇的な設定を加えてドラマ性を高めている。一方で、盲目の高利貸しによる身請けという実際の事件を反映しており、当時の読者にとって“現在進行形の話題”として受け止められた。

## 社会的背景

### 吉原遊郭と経済関係
18世紀後半の江戸では、吉原遊郭が武士や町人にとって大きな娯楽・社交の場であった。瀬川の身請け金は莫大な額とされ、高利貸しの経済力が如実に示される事件としても注目を集めた。こうした巨額の金銭取引は、当時の遊女売買や吉原の仕組みを象徴的に示すものといわれる。

### 武士・町人・盲人の身分交錯
鳥山検校は盲人階級として当道座に属し、検校という高位により金融業を営む特権を得ていた。そのため武家よりも経済的に強い立場にあり、身分秩序とは別の軸で社会的実権を握った例として知られている。本作はこうした身分の交錯を背景に、愛と金がもつれ合う人間模様を浮き彫りにしている。

## 受容と評価
刊行当時は、洒落本としては異色の情話として注目を集め、続編や改作が相次いだ。曲亭馬琴は『近世物之本江戸作者部類』の中で、同作の筋立てを「整っている」と評し、人情噺としての完成度を評価したと伝わる。近代以降は人情本の源流の一つとして再評価され、江戸文学史における意義が指摘されている。

## 影響
本作に着想を得た後続作品として、十返舎一九による続編や脚色が挙げられる。そこでは瀬川の遺児が仇討ちに赴く設定などが追加され、より伝奇色を強めた展開となっている。これにより「瀬川・五郷・検校」の物語は江戸後期の大衆文学として一層広く知られるようになったとされる。
なお、1925年頃、 直木三十五により、同音となる小説『傾城買虎之巻』が発表されているが、この瀬川は、仇討瀬川である。